# 밴쿠버 그리즐리스 (1995년)
밴쿠버 그리즐리스(영어: Vancouver Grizzlies)는 캐나다 브리티시컬럼비아주 밴쿠버를 연고지하던 1995년부터 2001년까지 NBA 서부 콘퍼런스 미드웨스트 디비전에 소속되었던 프로농구 팀이다.

## 연고지 이전
1998년에 발생한 락아웃은 벤쿠버 그리즐리스의 전환점이 되었다. 1997~1998 시즌 평균 관중 수는 16,108명, 1999~2000 시즌 13,899명으로 급감했다. (관중수가 가장 많았던 시즌은 창단해인 1995~1996시즌 평균 관중수 17,183명이면, 가장 적었던 시즌은 마지막해인 2000~2001시즌 평균 관중수 13,737명이였다.) 오르카 베이는 캐나다 달러의 약세로 인해 운영에서 손해를 보기 시작했다.
그리피스는 1995년과 1996년 오카 베이를 시애틀에 본거지를 둔 존 매코 주니어에게 팔았다. 1999년 9월 매코는 그리즐리스를 NHL 세인트루이스에 매각한다고 발표했다. 세인트루이스 블루스(영어: St. Louis Blues) 구단주 빌 로리가 2억 달러를 받았다. 그는 자신이 그리즐리스를 세인트루이스로 옮기는 데 의도하였다고 진술하였다. 하지만 거래는 NBA에 의해 중단되었다.
대신 매코는 1억 6천만 달러를 위하여 팀을 시카고에 본거지를 둔 마이클 헤이즐리에게 팔았다. 당시 그는 팀을 밴쿠버에 남겨둘 생각이었으나, 즉시 미국의 적절한 이전 도시를 찾기 위한 절차를 시작하였다. 팀의 이전을 고려하는 도시로는 멤피스(영어: Memphis), 내슈빌(영어: Nashville), 라스베이거스(영어:  Las Vegas), 뉴올리언스(영어: New Orleans), 탬파(영어: Tampa), 샌디에고(영어: San Diego), 버펄로(영어: Buffalo), 루이빌(영어: Louisville)이 있다. 2001년 3월 26일 멤피스는 리그 승인 보류지로 지정되었다. NBA 이사회는 2001년 7월 3일 이적을 승인하였다.

## 재창단 의지
NBA 31번째, 32번째 팀으로 시애틀, 라스베이거스, 샌디에고, 루이빌, 몬트리올, 캔자스시티, 피츠버그, 햄프턴 로드스, 멕시코시티와 함께 급부상되고 있다. 하지만 리그 사무국에서 2025년까지는 신생팀 창단계획은 없다고 했다.

## 역대 홈경기장

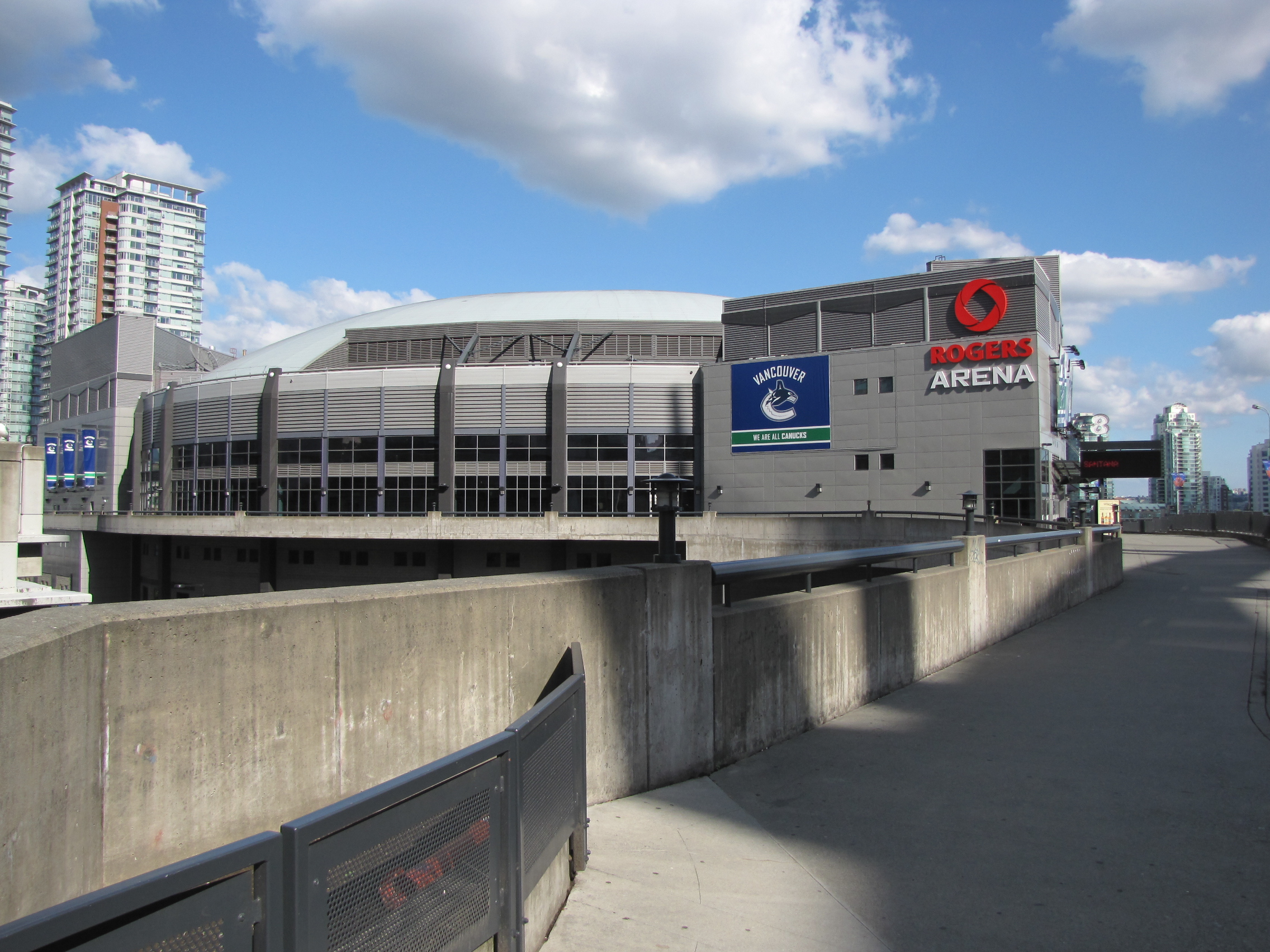
밴쿠버 그리즐리스의 홈경기장였던 제너럴 모터스 플레이스

| 경기장                 | 사용기간      | 수용인원 | 장소                      | 비고 |
| ---------------------- | ------------- | -------- | ------------------------- | ---- |
| 밴쿠버 그리즐리스      |               |          |                           |      |
| 제너럴 모터스 플레이스 | 1995년~2001년 | 19,193명 | 브리티시컬럼비아주 밴쿠버 | 빈칸 |

## 역대 시즌별 성적
<정규시즌 & 플레이오프 성적>
- 정규시즌 성적 : 101승 359패 .220
- 플레이오프 성적 : 없음

| 시즌      | 정규시즌 | 정규시즌 | 정규시즌   | 정규시즌 | 정규시즌 | 정규시즌 | 정규시즌 | 정규시즌 | 플레이오프 | 비고     |
| 시즌      | 리그     | 콘퍼런스 | 디비전     | 순위     | 경기수   | 승       | 패       | 승률     | 플레이오프 | 비고     |
| --------- | -------- | -------- | ---------- | -------- | -------- | -------- | -------- | -------- | ---------- | -------- |
| 1995-1996 | NBA      | 서부     | 미드웨스트 | 7위      | 82       | 15       | 67       | .183     | 빈칸       | 빈칸     |
| 1996-1997 | NBA      | 서부     | 미드웨스트 | 7위      | 82       | 14       | 68       | .171     | 빈칸       | 빈칸     |
| 1997-1998 | NBA      | 서부     | 미드웨스트 | 6위      | 82       | 19       | 63       | .232     | 빈칸       | 빈칸     |
| 1998-1999 | NBA      | 서부     | 미드웨스트 | 7위      | 50       | 8        | 42       | .160     | 빈칸       | 최저승률 |
| 1999-2000 | NBA      | 서부     | 미드웨스트 | 7위      | 82       | 22       | 60       | .268     | 빈칸       | 빈칸     |
| 2000-2001 | NBA      | 서부     | 미드웨스트 | 7위      | 82       | 23       | 59       | .280     | 빈칸       | 최고승률 |

## 토론토-밴쿠버시리즈
- 시리즈 전적 : 4승 1패로 토론토 랩터스가 우위

| 날짜             | 장소                      | 경기장                     | 홈팀                           | 스코어                         | 원정팀                         | 관중수                         |
| ---------------- | ------------------------- | -------------------------- | ------------------------------ | ------------------------------ | ------------------------------ | ------------------------------ |
| 1995년 10월 21일 | 매니토바주 위니펙         | 위니펙 아레나              | 토론토 랩터스                  | 98 - 77                        | 밴쿠버 그리즐리스              | 11,203                         |
| 1996년 10월 27일 | 앨버타주 캘거리           | 캐나디언 에어라인스 새들돔 | 토론토 랩터스                  | 77 - 80                        | 밴쿠버 그리즐리스              | 15,104                         |
| 1997년 10월 20일 | 노바스코샤주 핼리팩스     | 핼리팩스 메트로 센터       | 밴쿠버 그리즐리스              | 98 - 107                       | 토론토 랩터스                  | 8,190                          |
| 1998년 10월 19일 | 브리티시컬럼비아주 벤쿠버 | 제너럴 모터스 플레이스     | 파업으로 인해 개최되지 않았다. | 파업으로 인해 개최되지 않았다. | 파업으로 인해 개최되지 않았다. | 파업으로 인해 개최되지 않았다. |
| 1999년 10월 18일 | 앨버타주 에드먼턴         | 스카이리치 센터            | 토론토 랩터스                  | 110 - 84                       | 밴쿠버 그리즐리스              | 12,852                         |
| 2000년 10월 12일 | 온타리오주 오타와         | 코렐 센터                  | 밴쿠버 그리즐리스              | 92 - 97                        | 토론토 랩터스                  | 14,783                         |

## 참조
1. ↑  1949년부터 1950년까지 세인트루이스 보머스의 연고지였고, 1955년부터 1968년까지 세인트루이스 호크스 연고지였고, 1974년부터 1976년까지 ABA 스피릿츠 오브 세인트루이스 연고지였다.
2. ↑  현재 WNBA 라스베이거스 에이시즈의 연고지이면, 2007년 NBA 올스타전을 개최했던 곳이다.
3. ↑  1967년부터 1970년까지 ABA 뉴올리언스 버커니어스의 연고지였고, 2002년 뉴올리언스 호니츠 (현 뉴올리언스 펠리컨스의 전신임.)가 창단되었다.
4. ↑  2020~2021시즌 토론토 랩터스가 코로나-19로 인해 임시 연고지로 사용했다.
5. ↑  1967년부터 1971년까지 샌디에고 로키츠 연고지였고, 1978년부터 1984년까지 샌디에고 클리퍼스 연고지였으면 현재 NBA G 리그 샌디에고 클리퍼스 연고지이다.
6. ↑  1946년 NBL 버펄로 바이슨스의 연고지였고, 1970년부터 1978년까지 버펄로 브레이브스의 연고지였다.
7. ↑  1967년부터 2008년까지 시애틀 슈퍼소닉스 연고지였다.
8. ↑  1967년부터 1971년까지 샌디에고 로키츠 연고지였고, 1978년부터 1984년까지 샌디에고 클리퍼스 연고지였으면 현재 NBA G 리그 샌디에고 클리퍼스 연고지이다.
9. ↑  MLB 워싱턴 내셔널스 전신인 몬트리올 엑스포스 연고지이면, 현재 NHL 몬트리올 커네이디언스 연고지이다.
10. ↑  1972년부터 1985년까지 캔자스시티-오마하 킹스/캔자스시티 킹스 연고지였다.
11. ↑  1967년부터 1968년까지, 1969년부터 1970년까지, 1970년부터 1972년까지 ABA 피츠버그 파이퍼스/피츠버그 콘도르스 그리고 현재 MLB 피츠버그 파이리츠 연고지였다.
12. ↑  1970년부터 1976년까지 ABA 버지니아 스콰이어스 연고지였다.
13. ↑  현재 NBA G 리그 카피타네스 데 시우다드데멕시코의 연고지이다.